# Dustborn
Dustborn — компьютерная игра, приключенческий экшен, разработанный норвежской студией Red Thread Games под руководством Рагнара Тёрнквиста. Действие игры происходит в антиутопических США будущего; главные герои — «аномалы», представители маргинализированных меньшинств со сверхспособностями — противостоят фашистскому государству. В течение игры главная героиня Пакс и её спутники — одновременно музыкальная группа и компания контрабандистов — путешествуют по стране в автобусе, пытаясь доставить некую посылку в Новую Шотландию. Ключевой аспект Dustborn — диалоги и развитие отношений с членами команды.
Dustborn стала первой игрой у Red Thread Games в жанре action-adventure и их крупнейшим проектом. За основу легла идея создать игру о дальнем путешествии изгоев, выдержанную в художественном стиле комиксов. Разработчики с самого начала задумывали свою игру как политический манифест и аллегорию на дезинформацию, распространяемую правыми политическими силами, а также решили изобразить в качестве героев представителей маргинальных меньшинств.
Игра получила смешанные отзывы со стороны игровых критиков. Они оценили гибкую систему диалогов, проработанность персонажей, яркий стиль игры, но назвали боевую систему игры и анимации её худшей частью. Критики также выразили удивление тем, насколько прямолинейно и топорно игра продвигает воук-политику.

## Сюжет
Согласно сюжету главная героиня Пакс вместе со своими друзьями отправляется в путешествие на школьном автобусе через Северную Америку. Основное действие происходит в постапокалиптическом будущем, на месте территорий распавшихся США, ныне контролируемой фашистскими режимами. Герои должны доставить особую посылку в Новую Шотландию. В данной альтернативной истории Джон Кеннеди не был убит, вместо него была застрелена жена, Кеннеди женился на Мэрилин Монро и начал выстраивать фашистское государство с царящим полицейским насилием.
Пакс и большая часть её команды — «аномалы», или люди со ментальными сверхспособностями, которые они приобрели во время «апокалипсиса дезинформации», произошедшего 30 лет назад, когда по всему континенту прокатились странные шумы, навязывающие людям ультраправые тезисы вроде расизма, сексизма, других форм ксенофобии, отрицание изменения климата, QAnon, пиццагейт и т. д.. Итогом этого стала вспыхнувшая гражданская война, развал Штатов. Побочным эффектом шума стало появление людей со сверхспособностями. Аномалы являются изгоями в современном обществе и преследуются государством. Правительственные органы, пытающиеся схватить героев, выступают главными антагонистами в игре.
Команда Пакс путешествует под прикрытием поп-панк группы во время их музыкальной гастроли. Время от времени группа выступает на концертах. Пакс выступает солисткой группы. Все члены команды являются представителями угнетённых национальных меньшинств, также почти все члены команды принадлежат к ЛГБТК+, имеют нетрадиционные сексуальную ориентацию или идентичность, в команде в том числе есть робот, идентифицирующий себя как человек. Сама главная героиня — беженка без документов, сбежавшая из родной страны, где установился фашистский режим, и теперь перебивающаяся на мелких подработках. На момент начала основных событий она беременна, не знает, что делать дальше, и должна сама выяснить, кем и с кем она хочет быть. Пакс может попытаться выстроить доверительные отношения со всеми членами команды.

## Игровой процесс
Dustborn — приключенческий экшен от третьего лица, где игрок управляет героиней по имени Пакс. Она, как и многие члены её команды, является аномалом, то есть обладает сверхъестественными способностями и может активировать их с помощью голосовой команды, чтобы ментально воздействовать на разум людей, например пугать их, заставить чувствовать негативные эмоции или, наоборот, умиротворять, парализовать мысли или заставить поверить во что-то несуществующее, силой мысли также можно передвигать предметы.
На протяжении всего прохождения игрок должен исследовать новые области, взаимодействовать с окружающей средой для поиска предметов коллекционирования и «отголосков», позволяющих Пакс применять новые голосовые команды и вместе с этим — новые способности. Игрок должен решать разного рода головоломки, чтобы получить доступ к новым областям. По мере прохождения команда героев останавливается на кемпинг, поводит итоги дня и пишет песни для своего следующего выступления. Исполнение песни представляет собой отдельную ритм-игру.
Важную роль в игре играют диалоги между персонажами, они не оказывают глобального влияния на развитие сюжета, но важны в развитии отношений между членами команды. Перед тем, как игрок нажмёт на вариант ответа, он увидит скрытые мотивы, спрятанные за разными вариантами ответов, чтобы игрок не выбрал «неудобный» для себя ответ. Пакс путешествует с командной попутчиков, каждый из которых страдает от личной дилеммы или неуверенности в себе. Пакс должна найти подход к каждому из персонажей, но может и игнорировать их, но это негативно скажется на отношениях.
Бои происходят от третьего лица. В бою Пакс может применять голосовые команды и комбо-атаки вместе с членами команды. Пакс в бою использует биту и может бросать её во врагов. Для применения голосовой команды открывается меню с колесом команд, в этот момент игра ставится на паузу. Игрок может выбирать режим с меньшим количеством боёв. В роли враждебных NPC выступают полицейские или бандиты.

## Разработка
Разработкой игры занималась норвежская студия Red Thread Games, известной благодаря игре Draugen. Разработкой руководил основатель студии Рагнар Тёрнквист, ранее работавший как сценарист и ведущий дизайнер таких игр, как The Longest Journey, Dreamfall: The Longest Journey и The Secret World. Тёрнквист заявлял, что давно задумывал создать игру в стиле комикса, упоминая, что разработчики студии сами являются большими поклонниками комиксов. Разработка игры началась в 2016 году. Первые игровые тестирования начали проводиться ещё в 2020 году. Создание игры финансировалось норвежским институтом кино, выделившим в 2019, 2020 и 2022 годах на эти цели 14 000 000 норвежских крон (примерно 1,4 миллионов долларов). Также проект финансово поддержала фондовая организация Creative Europe суммой в 150 000 евро и норвежская киностудия Viken Filmsenter суммой в 300 000 норвежских крон.
За художественный стиль отвечал арт-директор Кристоффер Грав. Для разработки игры был использован движок Unity. Тёрнквист написал собственные шейдеры, чтобы добиться уникального визуального стиля в игре. Разработчики называли Dustborn естественным прогрессом после Dreamfall Chapters и Draugen и самым важным проектом в истории студии, заметив, что в случае успеха они планировали дальше создавать игры по данной вселенной, в том числе выпускать комиксы, новеллы и DLC.

### Дизайн
Работая над игровым жанром, Тёрнквист заметил, что его вдохновляли такие игры, как Yakuza или Like a Dragon, где смешиваются жанры и стили игры и соблюдается баланс между серьёзным повествованием и юмором. В качестве вдохновения разработчик также упоминал Final Fantasy XV и Life is Strange: True Colors. Разработчики хотели создать игру, в которой пересекались бы разные игровые жанры и которая должна была постоянно держать игрока в напряжении, но при этом оставаться удобной для казуальных игроков. Боевую систему было решено добавить, так как она требовалась в истории, включающей в себя конфликты и опасные фракции. Компаньоны, помогающие совершать комбинированные атаки, были добавлены, так как боевая система с голосовыми командами в итоге оказалась слишком сложной и запутанной.
Что касается эстетики комиксов в Dustborn, разработчики вдохновлялись Людьми Икс, Preacher, Трансметрополитеном и многими другими комиксами. За основу сюжета была взята идея об автопутешествии в альтернативной Америке в сопровождении разношёрстной группы людей — группы неудачников с собственными проблемами, которым предстоит найти между собой общий язык. Сам Тёрнквист является поклонником автопутешествий. Главная тема в Dustborn — это развитие межличностных отношений и выстраивание доверия между членами команды. В игре было создано множество диалогов. Если игрок попытается как можно быстрее пройти игру, он услышит 20 % — 25 % от всех доступных диалогов. Для озвучивания персонажей были приглашены известные актёры, например, Пакс озвучивает британская актриса африканского происхождения Доминик Типпер.

### Идеология
Разработчики с самого начала задумывали игру как политический манифест. Рассказывая об идеологическом посыле игры, Тёрнквист упоминал события последнего десятилетия, происходившие в Северной Америке и Западной Европе, и идеологическое разделение людей в социальных сетях, по мнению Тёрнквиста, произошедшее по причине распространения правыми политическими силами дезинформации и заблуждений. Главный посыл истории — сила слова, которая в условиях развития социальных сетей превратилась в грозное оружие по распространению лжи, влияющее на всё общество. Это стало основой игровой механики голосовых команд, с помощью которых можно манипулировать людьми и сражаться с врагами.
В качестве главных персонажей были намеренно выбраны представители групп, которые, по словам Тёрнквиста, почти никогда не были представлены в компьютерных играх. Все протагонисты в игре, по словам разработчиков, должны были подчеркнуть этническое, гендерное разнообразие жителей США и которой, по мнению разработчиков, по-прежнему не хватает в современных играх. Решение сделать чернокожую женщину главной героиней было изначальной идеей. Разработчики были обеспокоены усилением системного расизма и насилия в отношении чернокожих людей в США и заняли твёрдую позицию против угнетения. Тем не менее команда знала о том, с какими рисками сталкивалась, учитывая преимущественно неудачные попытки ввести разнообразие в компьютерные игры, но выражала надежду, что их игра сможет хотя бы ненамного улучшить сложившуюся ситуацию.

## Анонс и выход
Ещё до выпуска в Steam была временно выпущена демо-версия, она была доступна до 30 июля 2024 года. Выход игры состоялся 20 августа 2024 года на ПК, PlayStation 4, PlayStation 5, Xbox One и Xbox Series X/S.
Вместе с покупкой физических копий игры игроки могли приобрести наклейки, карту вымышленной Американской республики с проложенным маршрутом героев, печатную версию комикса в виде иллюстрированных обзоров событий, которые можно увидеть в игре. Разработчики сравнивали эти комиксы с рубрикой «в предыдущей серии…». Разработчики заметили, что не хотят выпускать игры на Nintendo Switch и собираются ждать выхода следующей приставки от Nintendo.
Несмотря на значительные средства, вложенные норвежским правительством в рекламу игры, выход Dustborn сопровождался коммерческим провалом. В первую неделю в Steam было продано 1400—2000 копий игры, пиковое количество людей, игравших в Dustborn, не превышало 83 человек. По состоянию на 29 сентября, в игру играло 17 человек.
В сентябре 2024 года стенд с Dustborn демонстрировался в Японии, на игровой выставке Tokyo Game Show 2024. Социальные сети привлекла фотография с пустым стендом среди толпы и что за время выставки игру приобрело лишь четыре игрока из Японии.

### Споры
Dustborn привлекла повышенное внимание у игрового сообщества своей явной политизированностью. Игра вызвала негативную реакцию у геймеров и смешанную у игровой прессы. После выхода на создателей Dustborn обрушились обвинения со стороны тех, кто считает, что разработчиков насильно заставляют добавлять в свои игры воук-повестку. Разработчики начали опровергать обвинения и повторять о важности расширения репрезентации в играх, хотя и признали, что команда, разработавшая Dustborn, располагавшись в Норвегии, состояла в основном из белых. Разработчики выразили разочарование волной ненависти, которая обрушилась на игру и её создателей.
После выпуска игры начали распространяться обвинения в плагиате, после того, как игроки заметили элементы интерьеров домов, подозрительно похожие на таковые из GTA Online и GTA 5. Вместо того, чтобы опровергнуть обвинения, создатели отвечали шутками и саркастическими комментариями. На фоне данных споров интернет-пользователи выяснили, что Теа Берг, одна из разработчиц, раньше оставляла оскорбительные комментарии, называя мужчин «пережитком прошлого» и «слабым звеном».

## Критика
| Сводный рейтинг       | Сводный рейтинг | Сводный рейтинг | Сводный рейтинг |
| Издание               | Оценка          | Оценка          | Оценка          |
| Издание               | PC              | PS5             | Xbox Series X/S |
| --------------------- | --------------- | --------------- | --------------- |
| Metacritic            | 68%             | 70%             | 72%             |
| Иноязычные издания    |                 |                 |                 |
| Издание               | Оценка          | Оценка          | Оценка          |
| Издание               | PC              | PS5             | Xbox Series X/S |
| Edge                  | 6/10            | N/A             | N/A             |
| Eurogamer             | [ 5 ]           | N/A             | N/A             |
| GameSpot              | 5/10            | N/A             | N/A             |
| GamesRadar+           | [ 29 ]          | N/A             | N/A             |
| IGN                   | N/A             | 7/10            | N/A             |
| The Games Machine     | 8/10            | N/A             | N/A             |
| The Guardian          | [ 8 ]           | N/A             | N/A             |
| Русскоязычные издания |                 |                 |                 |
| Издание               | Оценка          | Оценка          | Оценка          |
| Издание               | PC              | PS5             | Xbox Series X/S |
| StopGame.ru           | «Проходняк»     | N/A             | N/A             |

Игра получила смешанные отзывы со стороны игровых критиков. Средняя оценка на агрегаторе Metacritic варьируется от 68 до 72 из 100 возможных баллов в зависимости от платформы.
Повествовательная часть игры некоторыми критиками была признана её лучшей стороной. Джанкарло Салдана с сайта Gamepressure назвала Dustborn скорее интерактивным романом или комиксом, фокусирующемся на отношениях. Она похвалила игру за отличную и трогательную историю. Салдана похвалила игровых персонажей, заметив, что каждый член команды — это сложная личность со своими мечтами, ценностями и комплексами. Игрок рано или поздно начнёт чувствовать себя частью семьи. Критик Guardian получал удовольствие от моментов, когда герои рассказывали о своих чувствах и сидели у костра.
Часть критиков похвалила представленные в игре диалоги, в частности, отсутствие в игре правильных или идеальных ответов, отчего диалоги ощущаются живыми и естественными. Бенджамин Шмадиг с сайта Eurogamer заметил, что диалоги в игре следуют традициям The Walking Dead или Life is Strange, но предлагают куда более живые и динамичные разговоры, учитывая такие нюансы, как направление взгляда главной героини или исчезновение некоторых опций ответа при упущении «нужного момента». Критик также заметил, что эта игра прежде всего подойдёт игрокам, любящим повествовательный аспект, но заядлым геймерам игра вряд ли понравится. Рецензенты GameSpot и Game Rant, наоборот, были раздражены обилием диалогов, жалуясь, что постоянно были вынуждены слышать болтовню.
Некоторые критики оценили яркий визуальный стиль игры, созданный с применением сел-шейдинга, напоминающий красочный комикс или проекты от Telltale. Критик The Guardian оценил дизайн главных героев. Обозреватели раскритиковали грубые анимации персонажей и топорные выражения лиц персонажей, портившие актёрскую игру. Плохие анимации, по мнению критика GameSpot, портят впечатление как от диалогов, так и от боя или решения головоломок.
Боевая система была признана самой слабой частью игры за её однообразие и наличие ошибок. Критик GameSpot заметил, что даже несмотря на свой интригующий явной политической провокационностью сеттинг, ему было крайне сложно осилить игру до конца из-за посредственных и страдающих от внутриигровых ошибок боёв, например, когда камера часто не отслеживала движения героини. Рецензентка Gamepressure также назвала боевую систему самой слабой частью игры, которая скорее воспринимается как необходимое зло, обязательное для прохождения. Бои ощущаются однообразными без прогресса, собирать отголоски не имеет смысла, после того как игрок повысит до максимума имеющиеся боевые способности. Критик Game Rant назвал боевую систему запутанной, рукопашный бой страдает от небрежного управления и отсутствия вариантов сражения, что делает бои длинными и изнуряющими.
Некоторые критики были удивлены явным продвижением воук-повестки. Например, обозреватель Eurogamer заметил, что, хотя повестка слишком явно ему бросалась в глаза, она органично вписывалась в сеттинг и стиль игры. Представитель The Guardian заметил очевидную топорность в продвижении идей того, насколько правые — это зло, и неуместные, по мнению обозревателя, параллели США с нацистской Германией. Марк Делани с сайта GameSpot назвал Dustborn самой «бескомпромиссно левацкой игрой», которую он когда-либо видел. Он заметил, что игра определённо была сделана «леваками, о леваках и, скорее всего, для леваков» с очевидным посылом, что все, кто находятся правее в политическом спектре, чем сама игра, — абсолютные злодеи или оболваненные люди, которых надо «спасти». Критика позабавило наличие некоторых способностей, как триггеринг или кенселлинг. Критик GameRant заметил, что вместо того, чтобы изучить крайне сложные вопросы — что склоняет людей к фашистским взглядам и как формируются авторитарные режимы, — создатели сводят все причины к промыванию мозгов, непозволительно грубо упрощая действительность.